# Flugunfall der Manaus Aerotáxi 2023
Der Flugunfall der Manaus Aerotáxi 2023 ereignete sich am 16. September 2023, als eine Embraer EMB-110 Bandeirante der brasilianischen Regionalfluggesellschaft Manaus Aerotáxi auf einem Flug von Manaus nach Barcelos im Endanflug verunfallte. Bei dem Zwischenfall kamen alle 14 Personen an Bord ums Leben.

## Maschine
Das betroffene Flugzeug war eine 1990 gebaute Embraer EMB-110P1 Bandeirante mit der Werknummer 110490. Die Maschine trug das Luftfahrzeugkennzeichen PT-SOG. Das zweimotorige Regionalverkehrsflugzeug war mit 2 Turboproptriebwerken des Typs Pratt & Whitney Canada PT6A-34 ausgestattet und für 19 Passagiere und 2 Besatzungsmitglieder zugelassen. Das maximale Abfluggewicht betrug 5670 Kilogramm.
Die Maschine wurde am 24. April 1991 zunächst an die Pantanal Linhas Aéreas ausgeliefert, wo sie das Luftfahrzeugkennzeichen PT-SOG erhielt, mit dem sie bis zum Schluss betrieben wurde. Im April 2001 übernahm die Regionalfluggesellschaft GENSA die Maschine, schließlich ging die EMB 110 an Manaus Aerotáxi.

## Insassen
Es befanden sich zwölf Passagiere sowie eine zweiköpfige Flugbesatzung an Bord, bestehend aus Flugkapitän und Erstem Offizier. Bei allen Passagieren handelte es sich um brasilianische Sportfischer, die sich auf einem Ausflug befanden, um im Rio Negro zu angeln. Auf dem Regionalflug waren keine Flugbegleiter vorgesehen.

## Unfallhergang
Mit der Maschine wurde ein inländischer Lufttaxiflug von Manaus nach Barcelos durchgeführt. Der Anflug auf den Zielflughafen, zwei Stunden nach dem Start, erfolgte bei Starkregen und schwierigen Wetterverhältnissen. Bei der Landung gegen 15:00 Uhr auf der Landebahn 27 gelang es den Piloten nicht, die Maschine auf der verbliebenen Landebahnlänge zum Stehen zu bringen. Die Embraer überrollte das Pistenende, durchschlug die Flughafenumzäunung und prallte gegen die Böschung einer angrenzenden Straße. Die Front der Maschine wurde dabei sehr stark eingedrückt. Bei dem Unfall wurden alle 14 Insassen getötet.